# NEXT Enghøj Gymnasium
NEXT Enghøj Gymnasium er en uddannelsesinstitution i Avedøre, der udbyder almen studentereksamen (STX), HHX, HTX, h f-eksamen (HF) og Gymnasialt Indslusningsforløb for Fremmedsprogede (GIF).
Skolen blev grundlagt i 2025 som en fusion af NEXT Sydkysten Gymnasium og Hvidovre Gymnasium og HF. Skolen har til huse i den skolebygning der oprindeligt blev bygget til Avedøre Statsskole.[kilde mangler]